# Nazareth (Texas)
Nazareth é uma cidade localizada no estado norte-americano de Texas, no Condado de Castro.

## Demografia
Segundo o censo norte-americano de 2000, a sua população era de 356 habitantes.
Em 2006, foi estimada uma população de 329, um decréscimo de 27 (-7.6%).

## Geografia
De acordo com o United States Census Bureau tem uma área de
0,9 km², dos quais 0,9 km² cobertos por terra e 0,0 km² cobertos por água. Nazareth localiza-se a aproximadamente 1146 m acima do nível do mar.

## Localidades na vizinhança
O diagrama seguinte representa as localidades num raio de 36 km ao redor de Nazareth.